# Massimo Listri
Massimo Listri (Firenze, 1953) è un fotografo italiano.

## Biografia
Massimo Listri è nato nel 1953 da Pier Francesco Listri, giornalista e scrittore.
Iniziò molto giovane la sua carriera di fotografo con ritratti in bianco e nero di Eugenio Montale, René Clair, Carlo Bo, Pier Paolo Pasolini, Federico Zeri.
Durante i suoi anni universitari contribuì a numerosi servizi fotografici per pubblicazioni su architettura e arte. Dal 1982 fu tra i fondatori della rivista FMR dell'editore Franco Maria Ricci. Sulla prestigiosa rivista d'arte pubblicò nell’arco di venti anni i suoi lavori su palazzi, ville e architetture di tutte le epoche. 
Ha pubblicato decine di libri in Europa e in USA. Ha esibito le sue opere con mostre personali in numerosissimi musei in tutto il mondo, tra cui i Musei Vaticani. il Kunsthistorische Museum di Vienna, Palazzo Reale di Milano, Palazzo Pitti a Firenze, Museo di Arte Moderna di Buenos Aires, Morgan Library & Museum di New York, Museo di Arte moderna di Bogotà, Museo Nacional San Carlos a Città del Messico, Palazzo Reale di Torino, Palazzo del Quirinale a Roma, Museo Benaki di Atene, Schusev State Museum a Mosca, Galeria Nacional de Bellas Artes a Santo Domingo, Museo de Arte Italiano a Lima.